# أوستين كينغ (لاعب كرة قدم أمريكية)
أوستين كينغ (بالإنجليزية: Austin King)‏ هو لاعب كرة قدم أمريكية أمريكي، ولد في 11 أبريل 1981 في سينسيناتي في الولايات المتحدة.

## وصلات خارجية
- أوستين كينغ على موقع مرجع كرة القدم المحترفة.كوم (الإنجليزية)